# Allagoptera leucocalyx
Allagoptera leucocalyx är en enhjärtbladig växtart som först beskrevs av Carl Georg Oscar Drude, och fick sitt nu gällande namn av Carl Ernst Otto Kuntze. Allagoptera leucocalyx ingår i släktet Allagoptera och familjen Arecaceae. Inga underarter finns listade i Catalogue of Life.